# Россия на зимних юношеских Олимпийских играх 2012
Россия на I юношеских Олимпийских играх была представлена 68-ю спортсменами в 15 видах спорта.

## Медальный зачёт
| Медаль | Спортсмен             | Вид спорта       | Дисциплина                 |
| ------ | --------------------- | ---------------- | -------------------------- |
| Золото |                       |                  |                            |
| Золото | Ульяна Кайшева        | Биатлон          | Гонка преследования        |
| Золото | Александр Селянинов   | Лыжные гонки     | 10 км - классический стиль |
| Золото | Елизавета Туктамышева | Фигурное катание | Женское одиночное          |
| Золото | Анастасия Седова      | Лыжные гонки     | 5 км - классический стиль  |

| Медаль  | Спортсмен                                                         | Вид спорта           | Дисциплина             |
| ------- | ----------------------------------------------------------------- | -------------------- | ---------------------- |
| Серебро |                                                                   | Бобслей              |                        |
| Серебро | Аделина Сотникова                                                 | Фигурное катание     | Женское одиночное      |
| Серебро | Ульяна Кайшева Анастасия Седова Александр Селянинов Иван Галушкин | Биатлон Лыжные гонки | Смешанная эстафета     |
| Серебро |                                                                   | Хоккей               | Командные соревнования |

| Медаль | Спортсмен                      | Вид спорта        | Дисциплина         |
| ------ | ------------------------------ | ----------------- | ------------------ |
| Бронза | Анастасия Долидзе Вадим Иванов | Фигурное катание  | Спортивные пары    |
| Бронза | Феодосий Ефременков            | Фигурное катание  | Мужское одиночное  |
| Бронза | Мария Симонова Дмитрий Драгун  | Фигурное катание  | Танцы на льду      |
| Бронза | Ульяна Кайшева                 | Биатлон           | Спринт             |
| Бронза | Александр Селянинов            | Лыжные гонки      | Спринт             |
| Бронза | Екатерина Ткаченко             | Горнолыжный спорт | Слалом             |
| Бронза |                                | Сани              | Командная Эстафета |

## Результаты соревнований

### Биатлон
Золотая и бронзовая медаль Ульяны Кайшевой

### Коньковые виды спорта

#### Конькобежный спорт
Василий Пудушкин — бронзовая медаль.

#### Фигурное катание
| Соревнование              | Спортсмены                       | Короткая программа/ короткий танец | Короткая программа/ короткий танец | Произвольная программа/ произвольный танец | Произвольная программа/ произвольный танец | Всего     | Всего |
| Соревнование              | Спортсмены                       | Результат                          | Место                              | Результат                                  | Место                                      | Результат | Место |
| ------------------------- | -------------------------------- | ---------------------------------- | ---------------------------------- | ------------------------------------------ | ------------------------------------------ | --------- | ----- |
| Мужское одиночное катание | Феодосий Ефременков              | 54.70                              | 2                                  | 108.76                                     | 5                                          | 163.46    | 3     |
| Женское одиночное катание | Аделина Сотникова                | 59.44                              | 2                                  | 99.64                                      | 3                                          | 159.08    | 2     |
| Женское одиночное катание | Елизавета Туктамышева            | 61.83                              | 1                                  | 111.27                                     | 1                                          | 173.10    | 1     |
| Парное катание            | Анастасия Долидзе / Вадим Иванов | 38.75                              | 3                                  | 73.97                                      | 3                                          | 112.72    | 3     |
| Парное катание            | Лина Фёдорова / Максим Мирошкин  | 49.32                              | 2                                  | 84.87                                      | 2                                          | 134.19    | 2     |
| Танцы на льду             | Мария Симонова / Дмитрий Драгун  | 54.11                              | 3                                  | 71.11                                      | 3                                          | 125.22    | 3     |
| Танцы на льду             | Анна Яновская / Сергей Мозгов    | 60.19                              | 1                                  | 86.77                                      | 1                                          | 146.96    | 1     |

#### Шорт-трек
Денис Айрапетян – бронзовый призёр юношеских Олимпийских игр по шорт-треку в смешанной эстафете

### Лыжные виды спорта

#### Горнолыжный спорт
Екатерина Ткаченко бронзовая медаль.

#### Лыжные гонки
Золотая медаль Александр Селянинов — классический стиль 10 км
Золотая медаль Анастасия Седова — классический стиль 5 км

### Хоккей
Хоккеисты сборной России в напряжённом матче за золото уступили команде Финляндии со счётом 1:2 в серии буллитов.